# هارمان بافيجا
هارمان باويجا (من مواليد 13 نوفمبر 1979) ممثل هندي ظهر لأول مرة في بوليوود في الفيلم التجاري الفاشل قصة حب 2050. فيلمه التالي، النصر لم يفعل جيدا أيضا. فيلمه التالي كان ما برجك؟ What's Your Raashee? الذي أخفق كذلك في شباك التذاكر بالرغم من روعة الأداء، ويؤدي أمام الممثلة المساعدة له في قصة حب عام 2050 بريانكا شوبرا.
الفيلم الهندي لاف ستوري 2050، بالإنجليزية: (Love story 2050) كان أروع الأفلام التي قدمها بالرغم من أداءه الرائع لم ينجح تجاريا بل نجح جمهوريا وبنسبة مشاهدة عالية.

## روابط خارجية
- هارمان بافيجا على موقع IMDb (الإنجليزية)
- هارمان بافيجا على موقع ميوزك برينز (الإنجليزية)
- هارمان بافيجا على موقع أول موفي (الإنجليزية)
- هارمان بافيجا على موقع قاعدة بيانات الفيلم (الإنجليزية)